# Margherita d'Angiò
Margherita d'Angiò (Pont-à-Mousson, 23 marzo 1430 – Dampierre-sur-Loire, 25 agosto 1482) fu regina consorte d'Inghilterra in quanto moglie di Enrico VI di Lancaster, dal 1445 al 1461 e poi ancora dal 1470 al 1471. Reclamò anche il diritto alla corona di Francia dal 1445 al 1453, ma senza risultato.
Margherita nacque nel Ducato di Lorena all'interno della famiglia degli Angioini (Valois). Era figlia di Renato d'Angiò e d'Isabella di Lorena e nipote di Carlo VII di Francia. Sposando Enrico VI d'Inghilterra, divenne una delle figure cardine della Guerra delle due rose e fu una delle principali avversarie della fazione degli York.
Quando nel 1455 Enrico cadde malato fu Margherita a subentrare, di fatto, al governo, e quando il concilio si riunì nel maggio dello stesso anno ed ella scelse di escludere dagli affari di governo il Casato di York guidato da Riccardo Plantageneto, III duca di York, si gettarono i semi del conflitto che sarebbe scoppiato entro l'anno.
La guerra durò quasi trent'anni, dilaniando il paese dall'interno, decimando intere dinastie e uccidendo centinaia di nobili, fra cui anche il figlio di Margherita, Edoardo di Lancaster, che morì in battaglia nel 1471. Dopo la Battaglia di Tewkesbury Margherita venne catturata dagli yorkisti, e solo nel 1475 suo cugino primo, il re Luigi XI di Francia, ne pagò il riscatto. Ella quindi andò a vivere nei possedimenti paterni, dove morì nel 1482.

## Biografia

### Famiglia
Margherita nacque nella regione dell'Angiò (in lingua italiana Angiò) il 23 marzo 1430 governata dal Ramo cadetto degli Angioini che allora governavano la Francia. I suoi genitori erano Renato d'Angiò e Isabella di Lorena, oltre a lei c'erano molti altri fratelli e sorelle più alcuni altri provenienti dalle relazioni extraconiugali del padre.
Suo padre era Duca d'Angiò e re di Napoli, Sicilia e Gerusalemme, tanto che veniva definito come l'uomo dalle molte corone e nessun regno. Margherita venne battezzata a Toul e passò gli anni dell'infanza fra Tarascona e Capua insieme alla nutrice Teophanie la Mangine che era stata anche la nutrice del padre, mentre la madre si preoccupò di farla istruire da Antoine de La Sale.

### Matrimonio

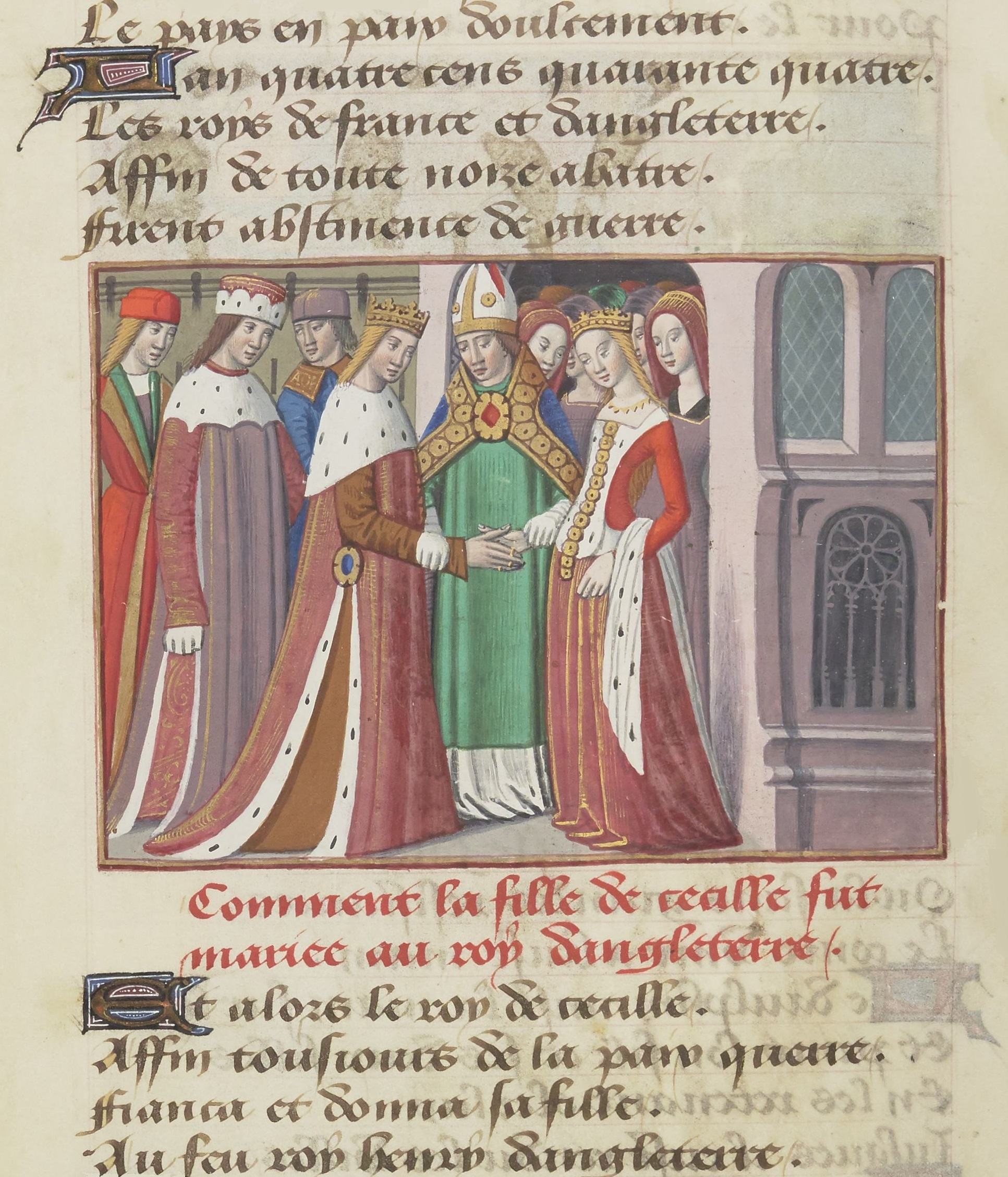
Il matrimonio fra Margherita d'Angiò ed Enrico VI.

Margherita venne fidanzata ad Enrico VI d'Inghilterra nel maggio 1444 (fidanzamento che fu il risultato della politica del partito pacifista inglese, capeggiato dal conte di Suffolk e avversato dai fratelli del re) e il 23 aprile 1445, nella chiesa collegiata di Saint-Georges de Nancy ebbe luogo il matrimonio per procura con Enrico VI, re d'Inghilterra e nipote di Carlo VI di Francia.
Il matrimonio fu poi celebrato di persona nella Cattedrale di Westminster, il giorno 30 del maggio successivo. Enrico vantava diritti sulla corona di Francia e l'Inghilterra aveva sotto controllo ancora diverse parti della Francia settentrionale, diritti che al momento esercitava Carlo VII di Francia, zio di Margherita che sedeve sul trono dal 1422. Carlo acconsentì al matrimonio della nipote con il rivale a patto che egli non dovesse provvedere alla dote della nipote e che invece gli inglesi donassero a lui le regioni dell'Angiò e del Maine.
L'accordo fu ratificato, ma gli inglesi chiesero la possibilità di tenerlo segreto alla propria opinione pubblica perché sapevano che era una decisione invisa ai più. Il 30 maggio 1445 fu anche il giorno dell'incoronazione di Margherita che avvenne per mano dell'Arcivescovo di Canterbury John Stafford (morto il 25 maggio 1452). Benché avesse solo quindici anni le fonti coeve la descrivono come una giovane donna di bell'aspetto, orgogliosa e dalla volontà ferrea. D'altro canto Margherita veniva da una famiglia di donne forti, la madre aveva combattuto perché il marito avesse il Regno di Napoli e la nonna Iolanda di Aragona governava l'Angiò con mano di ferro tenendo fuori gli inglesi dai suoi confini.

### Nascita del figlio
Dolce e pio, Enrico VI era più interessato agli affari religiosi che a quelli militari e non sembrava adatto a governare un paese, salito sul trono a circa un anno di età aveva sempre avuto intorno a lui dei reggenti che governavano al suo posto. Già al tempo del suo matrimonio con Margherita le condizioni mentali di Enrico iniziarono a farsi preoccupanti e dopo la nascita del loro unico figlio Edoardo di Lancaster il 13 ottobre 1453 si aggravarono fino a raggiungere il tracollo.
La venuta al mondo di Edoardo fu costellata da insinuazioni sul fatto che, ritenendolo incapace di avere un figlio, Margherita lo avesse generato con una relazione adulterina e i nomi dei papabili padri erano Edmund Beaufort, II duca di Somerset e James Butler, V conte di Ormond. In ogni caso nessuno provò mai che uno dei due poteva essere davvero il padre biologico del giovane Edoardo. Donna attiva, volitiva, ma amante della cultura Margherita contribuì a fondare pochi anni prima, nel 1448 il Queen's College di Cambridge.
Si dice anche che in quegli anni fra le sue damigelle d'onore vi fosse anche Elisabetta Woodville futura regina d'Inghilterra, perché sposò il rivale di Enrico Edoardo IV d'Inghilterra, tuttavia le prove in tal senso sono piuttosto scarse per permettere agli storici di asserire con sicurezza che fra le molte Elisabetta presenti a corte vi fosse anche lei.

### L'inizio della guerra
Dopo la nascita di Edoardo, Margherita si ritirò a vivere lussuosamente a Greenwich occupandosi del figlio e senza mostrare segni di aperta belligeranza finché non credette di vedere che Riccardo Plantageneto, III duca di York, stava cercando di sottrarre il trono al marito.
Uomo ambizioso, York era stato nominato reggente nella speranza che questo bastasse a placare la sua ambizione nel periodo fra il 1453 e il 1454. In quell'anno Enrico si era ripreso, ma Riccardo reclamava per sé il trono ed aveva pretese abbastanza credibili per ottenere del credito (suo bisnonno era Edoardo III d'Inghilterra) e diversi nobili iniziarono a schierarsi al suo fianco. Riccardo era potente, Enrico si fidava di lui, era molto pio, ma sempre più mentalmente instabile, Margherita era determinata a conservare la corona per il figlio, ma non godeva del favore popolare.
Alcuni studiosi ritengono che la rovina cui andò incontro la casa di Lancaster non fu dovuta tanto all'ambizione del Casato di York, ma dall'indulgere di Margherita in alleanze impopolari e dal suo odio viscerale per Riccardo. Quale che sia la causa attorno al 1455 Enrico era incapace di governare e l'intero paese era nelle mani di Margherita cui il marito obbediva.
Ben presto l'ostilità fra le due famiglie esplose in un conflitto armato, nel maggio 1455 Enrico sembrava guarito, la reggenza di Riccardo era terminata e la regina convocò il consiglio da cui vennero esclusi gli yorkisti. Scopo della riunione era decidere come proteggere il re dai nemici, mentre i lancasteriani marciavano verso nord gli yorkisti iniziavano a dirigersi a sud e i due eserciti si scontrarono nella Prima battaglia di St Albans, Edmund Beaufort venne ucciso, l'esercito del re mandato in rotta ed Enrico venne preso prigioniero dagli yorkisti vittoriosi.
Circa due anni dopo ai Lancaster vennero in aiuto i francesi, un'armata comandata da Pierre de Brézé (1410 circa-16 luglio 1465), ma la popolazione locale mal reagì alla devestazione che provocarono sulle coste del Kent e a Sandwich che venne bruciata. Margherita venne fortemente biasimata per quanto accaduto, lei era francese, i francesi erano arrivati ed avevano razziato e distrutto, l'indignazione popolare fu tale che per placarla dovette incaricare Richard Neville, XVI conte di Warwick di sorvegliare i mari per un periodo di tre anni.
Due anni dopo gli yorkisti portarono a casa un'altra vittoria nella Battaglia di Blore Heath del 23 settembre 1459 e si dice che Margherita fosse presente per assistere alla sconfitta e alla morte del proprio generale James Tuchet, V barone Audley (1398 circa-23 settembre 1459).

### L'esilio
Margherita cercò quindi appoggio per la causa lancasteriana in Scozia e mentre faceva questo uno dei suoi comandanti, Henry Beaufort, III duca di Somerset, riportò una grande vittoria alla Battaglia di Wakefield dove morirono sia Riccardo Plantageneto, che Richard Neville, V conte di Salisbury suo grande alleato.
Le teste dei due uomini vennero spiccate ed esposte ai cancelli della città e benché il popolo abbia tramandato la leggenda che sia stata lei ad ordinarlo il fatto che ella fosse, in quel momento, in Scozia lo rende abbastanza improbabile. Il 17 febbraio 1461 Margherita era presente alla Seconda battaglia di St. Albans che fu un'altra vittoria dei Lancaster e fu anche l'occasione per lei di liberare il marito.
Dopo la battaglia, in un impeto di vendetta, Margherita ordinò l'esecuzione dei prigionieri yorkisti William Bonville, I barone Bonville (30 agosto 1393-18 febbraio 1461) e Thomas Kyriel che erano stati incaricati di tenere Enrico, illustre prigioniero, lontano dai pericoli della battaglia. Il re avrebbe promesso loro l'immunità, Margherita invece ordinò l'esecuzione e si dice che ella abbia posto i due davanti al figlio di otto anni chiedendogli cosa doveva essere fatto di loro e che egli ne avesse decretato la morte a dispetto delle suppliche del padre.
Nel 1461 Enrico fu deposto dal cugino duca di York a seguito della sconfitta dei Lancaster alla Battaglia di Towton combattuta il 29 marzo. Edoardo regnò con il nome di Edoardo IV, ed Enrico fu rinchiuso in una prigione ove cadde definitivamente nella follia. Margherita era determinata a riprendere la corona per il figlio e i due cercarono rifugio ed aiuto in Francia, dove arrivarono nel 1463, accolti poco calorosamente dal di lei cugino, Luigi XI. Due anni dopo Luigi la spinse a cercare l'aiuto di Warwick che non era più nelle grazie del re.
Infatti fra lui ed Edoardo si era creata una grave frattura quando quest'ultimo aveva deciso di sposare Elisabetta Woodville, figlia di un nobile di minore lignaggio. Warwick cercava appoggio per vendicarsi di essere stato messo da parte e i due si allearono. Per suggellare tale unione, Edoardo di Lancaster si fidanzò con la figlia di Warwick, Anna Neville. Il matrimonio avvenne nell'inverno 1470, quando i due avevano rispettivamente diciassette e quindici anni.
Come prova di lealtà, Margherita pretese che Warwick si recasse in Inghilterra prima di lei per restaurare Enrico al trono. Nel 1470 Edoardo venne sconfitto e costretto a fuggire, Enrico VI venne reintegrato sul trono nel 1470 e Margherita rientrò in Inghilterra (nel corso del viaggio avvenne il matrimonio del figlio ad Amboise).
Il ritorno sul trono di Enrico ebbe vita breve, gli yorkisti non si ritenevano sconfitti e diedero ulteriore battaglia. Il 14 aprile 1471 Edoardo affrontò ed uccise Warwick alla Battaglia di Barnet. Pressati dagli York, i Lancaster non poterono far altro che contrattaccare ed il 4 maggio 1471 Margherita e il figlio Edoardo portarono il loro esercito alla battaglia. A Tewksbury il giovane Edoardo rimase ucciso e l'esercito di Margherita fu spazzato via. Le circostanze della morte del giovane principe non sono chiare e non si sa se sia morto durante il combattimento o sia stato giustiziato subito dopo per mano di Giorgio Plantageneto, I duca di Clarence, un'altra ipotesi vuole che sia stato ucciso su ordine del duca di Gloucester (il futuro re Riccardo III).

### Gli ultimi anni

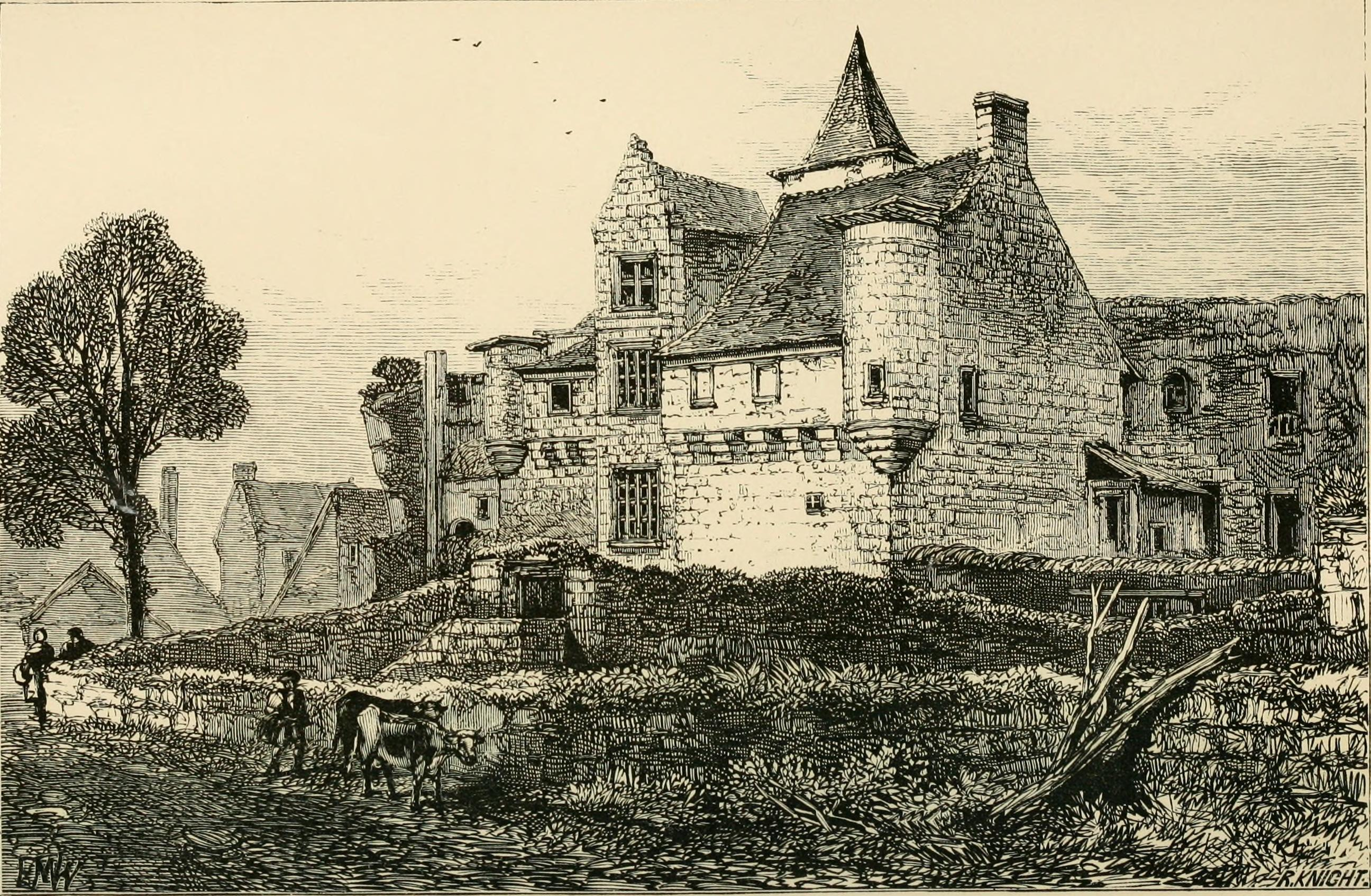
Il castello di Dampierre, dove Margherita finì i suoi giorni.

Nei dieci anni precedenti Margherita si era dimostrata donna di spirito indomito, capace di combattere sacrificando tutto e tutti, e, pur di riportare la corona al marito e al figlio, aveva combattuto senza tregua prima il nemico Riccardo di York, poi il figlio di quest'ultimo, Edoardo IV, che era sostenuto dal potente esercito del duca di Borgogna, Carlo il Temerario (mentre il proprio cugino Luigi XI di Francia si rifiutava di aiutarla) e aveva cercato in ogni modo di assicurare la successione al figlio Edoardo di Westminster.
Tuttavia la morte del figlio Edoardo parve averla piegata, cosicché ella stessa venne presa prigioniera da William Stanley (1435 circa-10 febbraio 1495) e portata dapprima al Wallingford Castle e poi alla Torre di Londra, per volere di Edoardo IV di York. Nel 1472 fu posta sotto la custodia di Alice Chaucer fino al 1475, quando venne liberata dal cugino Luigi XI.
Il riscatto era stato chiesto inizialmente a suo padre Renato per una somma di 50 000 scudi, ma non potendo egli permettersi tale esborso, il riscatto venne pagato da Luigi XI in cambio della cessione dei ducati di Angiò, di Bar, della Lorena e della Provenza.
Quanto a Enrico VI, già prigioniero alla Torre, morì fra quelle mura il 21 maggio, probabilmente vittima di un assassinio.
Il resto dei suoi anni Margherita lo trascorse nell'Angiò dove morì a Dampierre-sur-Loire all'età di 52 anni il 25 agosto 1482, venne sepolta accanto ai genitori nella Cattedrale di Angers, tuttavia i suoi resti furono dispersi e saccheggiati durante la Rivoluzione francese.
Solo tre anni dopo la sua morte, il nipote Enrico Tudor tornò in Inghilterra, sconfisse Riccardo III nella Battaglia di Bosworth Field ed ascese al trono come Enrico VII ponendo fine alla guerra con la vittoria definitiva della fazione filo-Lancaster, ora guidata dai Tudor.

## Discendenza
Enrico e Margherita ebbero un solo figlio:
- Edoardo di Lancaster (1473 - 1471). Nel 1470 sposò Anna Neville, senza discendenza. Dopo la morte di Edoardo nella Battaglia di Tewkesbury, Anna sposò il principe Riccardo di York, duca di Gloucester, poi incoronato come Riccardo III d'Inghilterra.

## Margherita d'Angiò nell'arte
Margherita è l'eroina dell'opera omonima di Giacomo Meyerbeer.

## Ascendenza
|                           |                      |                          | Genitori                             |  |  | Nonni |  |  | Bisnonni        |  |  | Trisnonni              |  |
|                           |                      |                          |                                      |  |  |       |  |  | Luigi I d'Angiò |  |  | Giovanni II di Francia |  |
|                           |                      |                          |                                      |  |  |       |  |  | Luigi I d'Angiò |  |  | Giovanni II di Francia |  |
|                           |                      | Bona di Lussemburgo      |                                      |  |  |       |  |  | Luigi I d'Angiò |  |  |                        |  |
| Luigi II d'Angiò          |                      |                          |                                      |  |  |       |  |  | Luigi I d'Angiò |  |  |                        |  |
|                           |                      | Maria di Blois           | Carlo di Blois                       |  |  |       |  |  |                 |  |  |                        |  |
|                           |                      | Maria di Blois           | Carlo di Blois                       |  |  |       |  |  |                 |  |  |                        |  |
|                           |                      | Maria di Blois           | Giovanna di Penthièvre               |  |  |       |  |  |                 |  |  |                        |  |
| Renato d'Angiò            |                      | Maria di Blois           |                                      |  |  |       |  |  |                 |  |  |                        |  |
|                           |                      | Giovanni I d'Aragona     | Pietro IV di Aragona                 |  |  |       |  |  |                 |  |  |                        |  |
|                           |                      | Giovanni I d'Aragona     | Pietro IV di Aragona                 |  |  |       |  |  |                 |  |  |                        |  |
|                           |                      | Giovanni I d'Aragona     | Eleonora di Sicilia                  |  |  |       |  |  |                 |  |  |                        |  |
| Iolanda di Aragona        |                      | Giovanni I d'Aragona     |                                      |  |  |       |  |  |                 |  |  |                        |  |
|                           |                      | Iolanda di Bar           | Roberto I di Bar                     |  |  |       |  |  |                 |  |  |                        |  |
|                           |                      | Iolanda di Bar           | Roberto I di Bar                     |  |  |       |  |  |                 |  |  |                        |  |
|                           |                      | Iolanda di Bar           | Maria di Valois                      |  |  |       |  |  |                 |  |  |                        |  |
| Margherita d'Angiò        |                      | Iolanda di Bar           |                                      |  |  |       |  |  |                 |  |  |                        |  |
|                           | Giovanni I di Lorena | Rodolfo di Lorena        |                                      |  |  |       |  |  |                 |  |  |                        |  |
|                           | Giovanni I di Lorena | Rodolfo di Lorena        |                                      |  |  |       |  |  |                 |  |  |                        |  |
|                           | Giovanni I di Lorena | Maria di Châtillon       |                                      |  |  |       |  |  |                 |  |  |                        |  |
| Carlo II di Lorena        | Giovanni I di Lorena |                          |                                      |  |  |       |  |  |                 |  |  |                        |  |
|                           |                      | Sofia di Württemberg     | Eberardo II di Württemberg           |  |  |       |  |  |                 |  |  |                        |  |
|                           |                      | Sofia di Württemberg     | Eberardo II di Württemberg           |  |  |       |  |  |                 |  |  |                        |  |
|                           |                      | Sofia di Württemberg     | Elisabetta di Henneberg-Schleusingen |  |  |       |  |  |                 |  |  |                        |  |
| Isabella di Lorena        |                      | Sofia di Württemberg     |                                      |  |  |       |  |  |                 |  |  |                        |  |
|                           |                      | Roberto del Palatinato   | Roberto II del Palatinato            |  |  |       |  |  |                 |  |  |                        |  |
|                           |                      | Roberto del Palatinato   | Roberto II del Palatinato            |  |  |       |  |  |                 |  |  |                        |  |
|                           |                      | Roberto del Palatinato   | Beatrice d'Aragona                   |  |  |       |  |  |                 |  |  |                        |  |
| Margherita del Palatinato |                      | Roberto del Palatinato   |                                      |  |  |       |  |  |                 |  |  |                        |  |
|                           |                      | Elisabetta di Norimberga | Federico V di Norimberga             |  |  |       |  |  |                 |  |  |                        |  |
|                           |                      | Elisabetta di Norimberga | Federico V di Norimberga             |  |  |       |  |  |                 |  |  |                        |  |
|                           |                      | Elisabetta di Norimberga | Elisabetta di Meißen                 |  |  |       |  |  |                 |  |  |                        |  |
|                           |                      | Elisabetta di Norimberga |                                      |  |  |       |  |  |                 |  |  |                        |  |